# Socioeconomia
|  | No s'ha de confondre amb Sociologia econòmica. |

La socioeconomia és un paradigma econòmic i social alternatiu a l'economía neoclàssica i que és proposat de forma programàtica per Amitai Etzioni a la seva obra La Dimensió Moral de l'Economia. Aquest sociòleg alemany va fundar la Societat Mundial de Socioeconomia el 1988. Segons la socioeconomia, l'economia estàndard ha intentat etiquetar el comportament humà de manera que pugui predi respostes davant unes condicions determinades. Dues són les condicions que duen els economistes a qualificar de racional un comportament: que sigui consistent, que es repeteixi davant condicions semblants, i que maximitzi una única utilitat, l'interès propi. L'economia estàndard no pretén conèixer l'ésser humà o a la societat, però de fet assumeix que aquest o aquesta es comporten sempre de la mateixa manera. Front a l'economia estàndard, la socioeconomia denuncia la incapacitat de l'economia estàndard de proporcionar un criteri transnacional de benestar.